# Supercoppa UEFA 1980
La Supercoppa UEFA 1980 è stata la settima edizione della Supercoppa UEFA.
Si è svolta il 25 novembre e il 17 dicembre 1980 in gara di andata e ritorno tra la squadra vincitrice della Coppa dei Campioni 1979-1980, ovvero gli inglesi del Nottingham Forest, e la squadra vincitrice della Coppa delle Coppe 1979-1980, ossia gli spagnoli del Valencia.
Ad aggiudicarsi il titolo è stato il Valencia, che ha perso la gara di andata a Nottingham per 2-1 e ha vinto la gara di ritorno a Valencia per 1-0, prevalendo così per la regola dei gol fuori casa.

## Partecipanti
| Squadre           | Qualificazione                                | Partecipazioni precedenti (il grassetto indica la vittoria) |
| ----------------- | --------------------------------------------- | ----------------------------------------------------------- |
| Nottingham Forest | Vincitrice della Coppa dei Campioni 1979-1980 | 1 (1979)                                                    |
| Valencia          | Vincitrice della Coppa delle Coppe 1979-1980  | Nessuna                                                     |

## Tabellini

### Andata
| Arbitro: | Alexis Ponnet |

|                 |           |            |
| Bowyer 57’, 89’ | Marcatori | 47’ Felman |

| Nottingham Forest | Valencia |

| Nottingham Forest (4-4-2) |   |                   |             |     |
|                           |   |                   |             |     |
| P                         | 1 | Peter Shilton     |             |     |
| D                         |   | Viv Anderson      | Ammonizione |     |
| D                         |   | Frank Gray        |             |     |
| D                         |   | Larry Lloyd       | Ammonizione |     |
| D                         |   | Kenny Burns       |             |     |
| C                         |   | John McGovern (c) |             |     |
| C                         |   | Ian Bowyer        |             |     |
| C                         |   | Gary Mills        |             |     |
| C                         |   | John Robertson    | Ammonizione |     |
| A                         |   | Peter Ward        |             | 76’ |
| A                         |   | Ian Wallace       |             |     |
| Sostituzioni:             |   |                   |             |     |
| A                         |   | Raimondo Ponte    |             | 76’ |
| Allenatore:               |   |                   |             |     |
| Brian Clough              |   |                   |             |     |

| Valencia (4-4-2) |   |                         |     |     |
|                  |   |                         |     |     |
| P                | 1 | Carlos Santiago Pereira |     |     |
| D                |   | Ricardo Penella Arias   |     |     |
| D                |   | José Carrete            | 76’ |     |
| D                |   | Manuel Botubot          |     |     |
| D                |   | José Cerveró            |     |     |
| C                |   | Ángel Castellanos       | 41’ |     |
| C                |   | Daniel Solsona          |     |     |
| C                |   | Javier Subirats         |     |     |
| C                |   | Enrique Saura (c)       |     |     |
| A                |   | Fernando Morena         |     |     |
| A                |   | Darío Felman            |     | 86’ |
| Sostituzioni:    |   |                         |     |     |
| A                |   | Orlando Jiménez         |     | 86’ |
| Allenatore:      |   |                         |     |     |
| Pasieguito       |   |                         |     |     |

### Ritorno
| Arbitro: | Franz Wöhrer |

|            |           |  |
| Morena 51’ | Marcatori |  |

| Valencia | Nottingham Forest |

| Valencia (4-4-2) |   |                       |
|                  |   |                       |
| P                | 1 | José Manuel Sempere   |
| D                |   | Ricardo Penella Arias |
| D                |   | Miguel Tendillo       |
| D                |   | Manuel Botubot        |
| D                |   | José Cerveró          |
| C                |   | Ángel Castellanos     |
| C                |   | Daniel Solsona        |
| C                |   | Javier Subirats       |
| C                |   | Enrique Saura (c)     |
| A                |   | Mario Kempes          |
| A                |   | Fernando Morena       |
| Allenatore:      |   |                       |
| Pasieguito       |   |                       |

| Nottingham Forest (4-4-2) |   |                   |             |
|                           |   |                   |             |
| P                         | 1 | Peter Shilton     |             |
| D                         |   | Viv Anderson      |             |
| D                         |   | Bryn Gunn         |             |
| D                         |   | Larry Lloyd       |             |
| D                         |   | Kenny Burns       |             |
| C                         |   | John McGovern (c) |             |
| C                         |   | Martin O'Neill    | Ammonizione |
| C                         |   | Raimondo Ponte    |             |
| C                         |   | Colin Walsh       |             |
| A                         |   | Trevor Francis    |             |
| A                         |   | Ian Wallace       |             |
| Allenatore:               |   |                   |             |
| Brian Clough              |   |                   |             |